# Hermann-Neuberger-Stadion
El Hermann-Neuberger-Stadion es un estadio de fútbol en el municipio de Völklingen en Sarre, Alemania. Nombrado en 1994 en honor a que el expresidente de la DFB Hermann Neuberger, nació en Völklingen, es el quinto estadio más grande con una capacidad de 8400 asientos (incluyendo 550 asientos cubiertos y cerca de 7800 puestos permanentes no ocupados). El estadio es la casa del club de fútbol SV Röchling Völklingen. El 1. FC Saarbrücken ha jugado sus juegos locales durante la reconstrucción del Ludwigsparkstadion desde 2016 también en el estadio Hermann Neuberger.

## Historia
El estadio original fue construido a principios de la década de 1930. Una pista rodea el campo de juego. La tribuna todavía en pie se añadió en 1955. Una nueva expansión con motivo de la clasificación para la 2. Bundesliga duplicó en 1974 la capacidad de alrededor de 16 000 asientos. Después de una remodelación y una reducción en el Stehränge en 2007, la capacidad sigue siendo de aproximadamente 12 000 asientos, incluyendo 600 asientos; además de 8644 de pie. Además, se instaló un sistema de reflectores. El récord de espectadores proviene del 26 de octubre de 1975, cuando el SV Röchling Völklingen jugó contra el 1. FC Saarbrücken frente a 16 380 espectadores con marcador final 0-0.
El estadio Hermann Neuberger será sede del 1. FC Saarbrücken durante la reconstrucción del Ludwigsparkstadion. El contrato se extiende desde febrero de 2016 hasta el verano de 2018 con una cláusula de salida. El marco financiero para adaptar el estadio Neuberger a los requisitos de Regionalliga ascenderá a unos 70 000.00 euros.
El 5 de marzo de 2016, el 1. FC Saarbrücken llevó a cabo su primer partido en casa en el estadio Völklinger contra el FK Pirmasens. FCS ganó el partido 1-0.